# ذاتية الصفوف
ذاتية الصفوف (الاسم العلمي: Autostichidae)، فصيلة حشرات عثية من فيلق عثث منحنية القرون.

## الفُصيلات
- Autostichinae Le Marchand, 1947
- Deocloninae Hodges, 1998
- Glyphidocerinae Hodges, 1998
- Holcopogoninae Gozmány, 1967
- Oegoconiinae Leraut, 1992
- Symmocinae Gozmány, 1957